# Malesherbia
Malesherbia ist die einzige Pflanzengattung der Unterfamilie der Malesherbioideae in der Familie der Passionsblumengewächse (Passifloraceae) innerhalb der Ordnung der Malpighienartigen (Malpighiales).

## Beschreibung

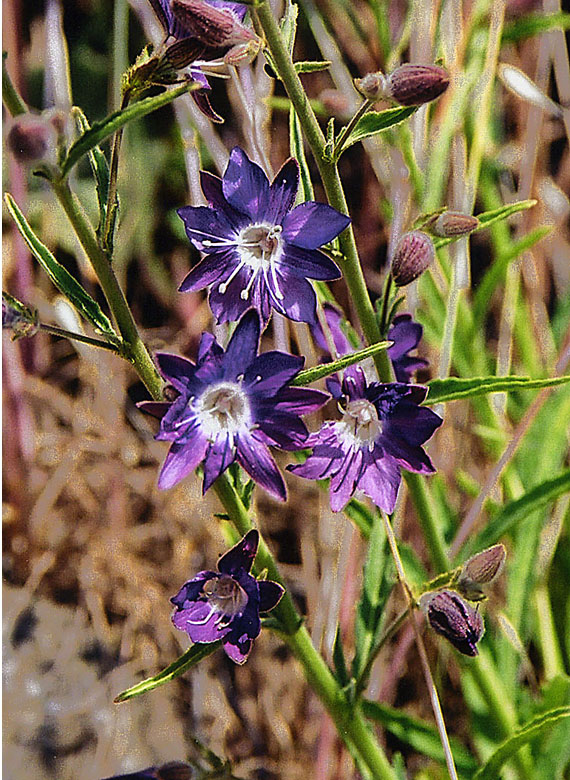
Blüten von Malesherbia linearifolia im Detail

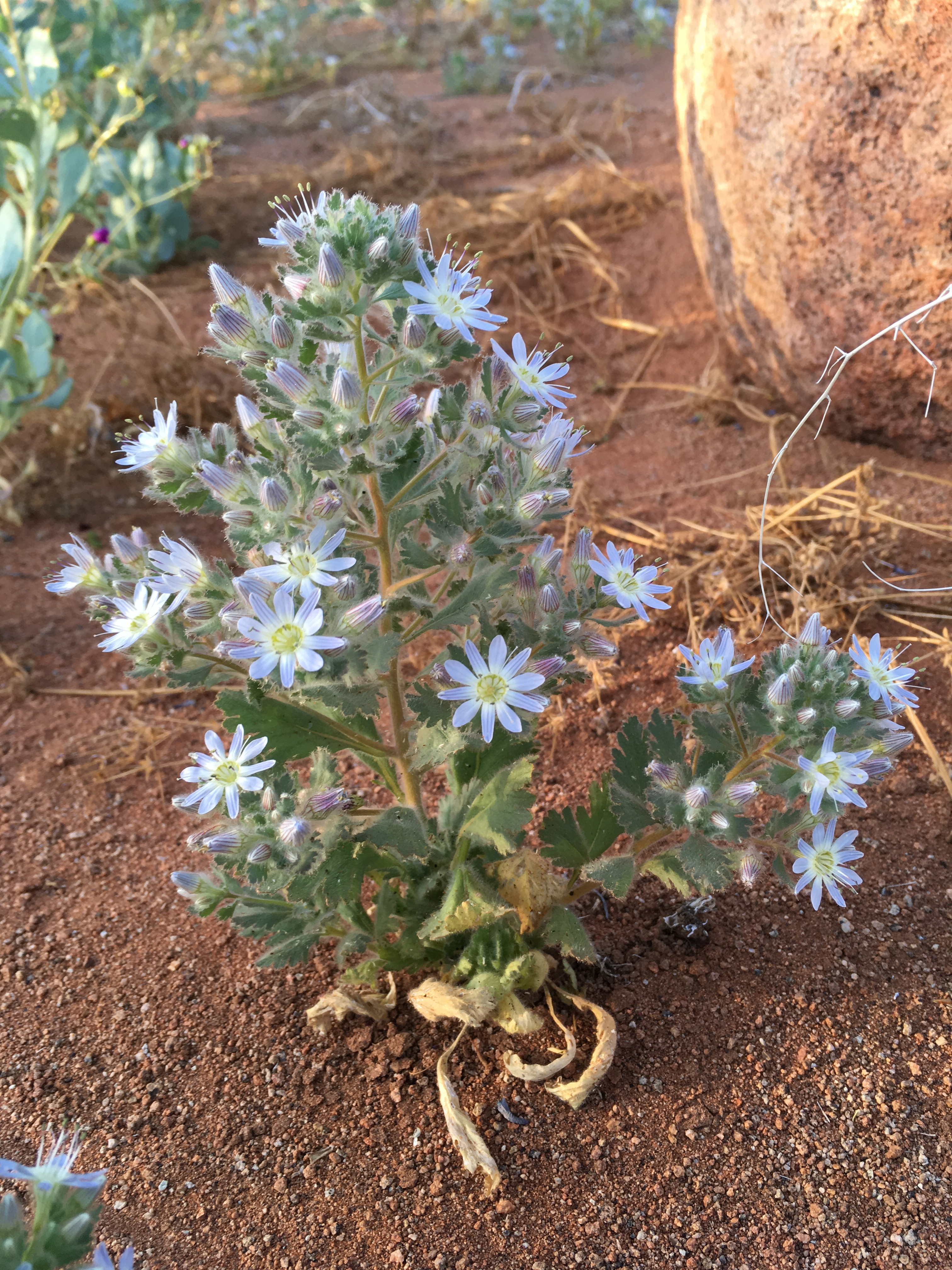
Malesherbia humilis

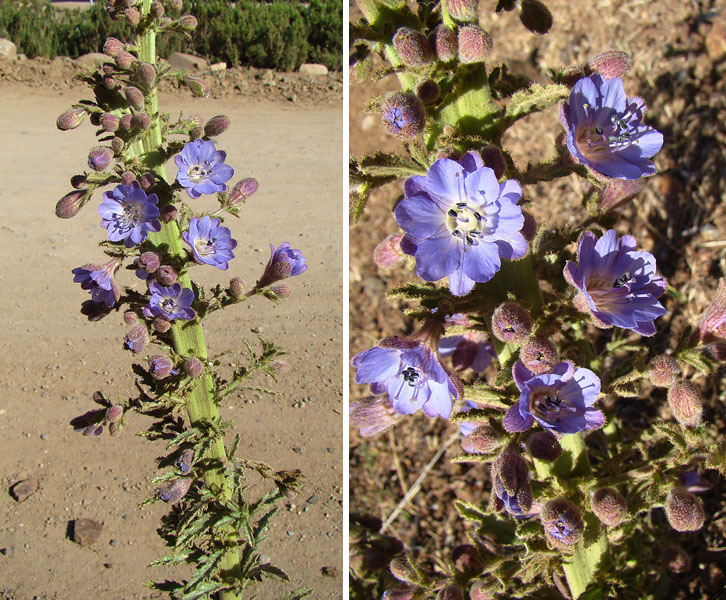
Malesherbia paniculata

### Vegetative Merkmale
Die xerophytische Gattung Malesherbia umfasst mehr oder weniger krautige Pflanzen, einige Arten verholzen geringfügig. Malesherbia-Arten riechen unangenehm und sind drüsig behaart.
Die meist wechselständigen, ungestielten Laubblätter sind überwiegend tief gelappt und haben oft einen glatten Rand, manchmal ist er gezähnt. Blühende Pflanzen sind oft unbeblättert. Nebenblätter sind manchmal vorhanden, aber meist fehlen sie.

### Generative Merkmale
Die Blüten stehen meist einzeln oder manchmal in sehr unterschiedlich aufgebauten Blütenständen zusammen.
Die zwittrigen Blüten sind radiärsymmetrisch und meist fünfzählig mit doppelter Blütenhülle. Je fünf Kelch- und Kronblätter sind zu einer Röhre verwachsen. Es ist nur ein Kreis mit fünf Staubblättern vorhanden. Drei oder vier Fruchtblätter sind zu einem synkarpen, oberständigen Fruchtknoten verwachsen. Staubblätter und Gynoeceum bilden zusammen ein Androgynophor. Blütenblattröhre und Androgynophor sind auch noch an der Kapselfrucht zu erkennen.
Die Kapselfrüchte enthalten viele ölhaltige Samen.

## Standorte
Die Malesherbia-Arten wachsen in Trockengebieten.

## Systematik und Verbreitung
Die Gattung Malesherbia wurde 1794 durch Hipólito Ruiz Lopez und José Antonio Pavón y Jiménez Fl. Peruv. Prodr., Seite 45 aufgestellt. Der Gattungsname Malesherbia ehrt den französischen Juristen und Staatsmann Chrétien-Guillaume de Lamoignon de Malesherbes (1721–1794). Ein Synonym für Malesherbia Ruiz & Pav. ist Gynopleura Cav. Die Unterfamilie Malesherbioideae wurde durch Gilbert Thomas Burnett aufgestellt. Ein Synonym für Malesherbioideae Burnett ist  Malesherbiaceae D.Don nom. cons.
Bei der Angiosperm Phylogeny Group (APG III und IV) wird Malesherbia als einzige Gattung der Unterfamilie Malesherbioideae und nicht mehr der Familie Malesherbiaceae geführt und zusammen mit den Passifloroideae und Turneroideae in die Passifloraceae s. l. eingegliedert. Die Unterfamilien der Passifloroideae und Malesherbioideae besitzen ein Androgynophor. Die Unterfamilie Malesherbioideae steht der Unterfamilie der Turneroideae sehr nahe, aber den Samen fehlt ein Arillus.
Karla M. Gengler-Nowak schlägt 2003 eine Gliederung der Gattung Malesherbia in fünf Sektionen vor: Albitomenta, Cyanpetala, Malesherbia, Parvistella und Xeromontana.
Die Malesherbia-Arten haben ihre Areale nur in den Anden und der Küstenwüste (Atacamawüste). Fundorte liegen in Peru, im nördlichen bis zentralen Chile und im (angrenzenden) westlichen Argentinien. Die meisten Arten gibt es im nördlichen Chile.
In der Gattung der Malesherbia es gibt 24 bis 27 Arten:
- Malesherbia angustisecta Harms[1]
- Malesherbia ardens J.F.Macbr.[1]
- Malesherbia arequipensis Ricardi[1]
- Malesherbia auristipulata Ricardi[1]
- Malesherbia campanulata Ricardi[1]
- Malesherbia corallina Muñoz-Schick & R.Pinto: Sie wurde 2003 aus der chilenischen Región de Tarapacá erstbeschrieben.[1]
- Malesherbia densiflora Phil.[1]
- Malesherbia deserticola Phil.[1]
- Malesherbia fasciculata D.Don: Sie kommt in Chile vor.[1]
- Malesherbia fatimae Weigend & H.Beltrán: Sie wurde 2015 aus Peru erstbeschrieben.[1]
- Malesherbia haemantha Harms[1]
- Malesherbia humilis Poepp.: Sie kommt vom nördlichen bis zentralen Chile und im südlichen Argentinien vor.[1] Mit den Varietäten:[1]
  - Malesherbia humilis var. gabrielae (Ricardi) Gengler (Syn.: Malesherbia gabrielae Ricardi)[1]
  - Malesherbia humilis Poepp. var. humilis
  - Malesherbia humilis var. propinqua (Gay) Reiche
  - Malesherbia humilis var. taltalina (Ricardi) Gengler (Syn.: Malesherbia taltalina Ricardi)[1]
- Malesherbia lactea Phil.[1]
- Malesherbia lanceolata Ricardi[1]
- Malesherbia laraosensis H.Beltrán & Weigend: Sie wurde 2014 aus Peru erstbeschrieben.[1]
- Malesherbia linearifolia (Cav.) Pers.: Sie kommt im zentralen Chile vor.[1]
- Malesherbia lirana Gay: Sie kommt vom zentralen Chile bis ins nordwestliche Argentinien vor.[1]
- Malesherbia multiflora Ricardi: Nördliches und nördlich-zentrales Chile.[1]
- Malesherbia obtusa Phil.[1]
- Malesherbia paniculata D.Don: Sie kommt vom nördlichen bis zentralen Chile vor.[1]
- Malesherbia rugosa Gay[1]
- Malesherbia scarlatiflora Gilg[1]
- Malesherbia solanoides Meyen[1]
- Malesherbia splendens Ricardi[1]
- Malesherbia tenuifolia D.Don: Peru bis Chile.[1]
- Malesherbia tubulosa (Cav.) J.St.-Hil. (Syn.: Malesherbia thyrsiflora Ruiz & Pav.)[1]
- Malesherbia tocopillana Ricardi: Sie kommt im nördlichen Chile vor.[1]
- Malesherbia tubulosa (Cav.) J.St.-Hil.: Sie kommt in Peru vor.[1]
- Malesherbia turbinea J.F.Macbr.[1]
- Malesherbia weberbaueri Gilg[1]